# Episodi di Sanford and Son (sesta stagione)
La sesta stagione della sit-com Sanford and Son è stata trasmessa negli Stati Uniti dal 24 settembre 1976. In Italia questa stagione è trasmessa in prima visione su Italia 1.
| nº | Titolo originale                | Titolo italiano | Prima TV USA      | Prima TV Italia |
| -- | ------------------------------- | --------------- | ----------------- | --------------- |
| 1  | The Hawaiian Connection: Part 1 |                 | 24 settembre 1976 |                 |
| 2  | The Hawaiian Connection: Part 2 |                 | 24 settembre 1976 |                 |
| 3  | The Hawaiian Connection: Part 3 |                 | 1º ottobre 1976   |                 |
| 4  | California Crude                |                 | 8 ottobre 1976    |                 |
| 5  | The Stakeout                    |                 | 15 ottobre 1976   |                 |
| 6  | I Dream of Choo Choo Rabinowitz |                 | 22 ottobre 1976   |                 |
| 7  | The Winning Ticket              |                 | 5 novembre 1976   |                 |
| 8  | Committee Man                   |                 | 12 novembre 1976  |                 |
| 9  | Fred's Extra Job                |                 | 19 novembre 1976  |                 |
| 10 | Carol                           |                 | 26 novembre 1976  |                 |
| 11 | Aunt Esther Has a Baby          |                 | 3 dicembre 1976   |                 |
| 12 | Here Today, Gone Today          |                 | 7 dicembre 1976   |                 |
| 13 | Aunt Esther Meets Her Son       |                 | 10 dicembre 1976  |                 |
| 14 | Sanford and Gong                |                 | 17 dicembre 1976  |                 |
| 15 | Fred Meets Redd                 |                 | 14 gennaio 1977   |                 |
| 16 | Chinese Torture/The Defiant One |                 | 21 gennaio 1977   |                 |
| 17 | A Matter of Silence             |                 | 28 gennaio 1977   |                 |
| 18 | When John Comes Marching Home   |                 | 4 febbraio 1977   |                 |
| 19 | The Reverend Sanford            |                 | 11 febbraio 1977  |                 |
| 20 | The Will                        |                 | 18 febbraio 1977  |                 |
| 21 | Fred the Activist               |                 | 25 febbraio 1977  |                 |
| 22 | The Lucky Streak                |                 | 4 marzo 1977      |                 |
| 23 | Funny, You Don't Look It        |                 | 11 marzo 1977     |                 |
| 24 | Fred Sings the Blues            |                 | 18 marzo 1977     |                 |
| 25 | School Daze                     |                 | 25 marzo 1977     |                 |